# Baie de Somme
La baie de Somme est un espace naturel protégé situé sur le littoral de la Picardie (Hauts-de-France) en France. Dénommée abusivement baie alors qu'il s'agit d'un estuaire, elle s'étend sur 70 km2. Elle est d'une grande richesse écologique notamment en tant que haut lieu ornithologique.

## Géographie

### Localisation

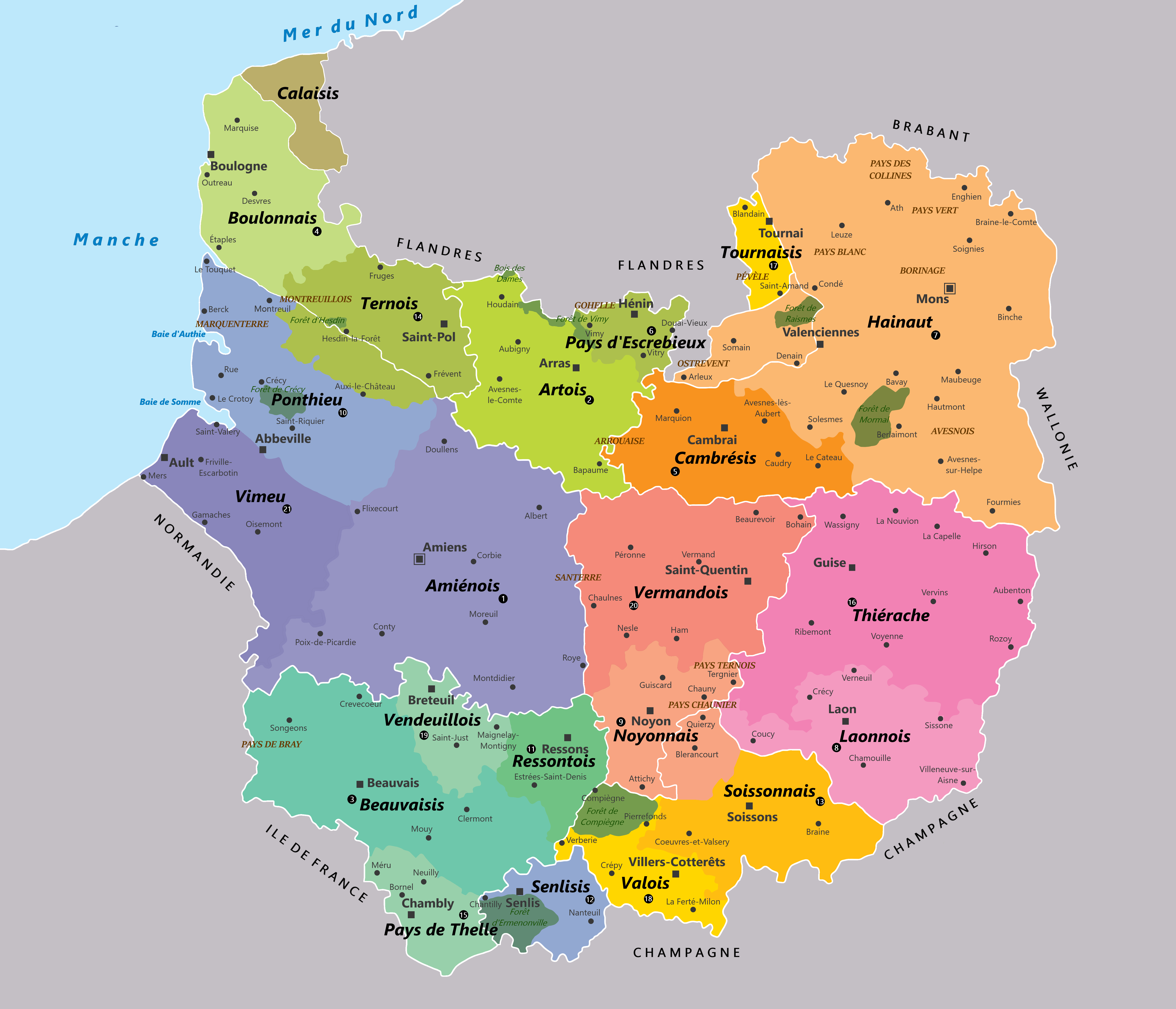
Carte des entités paysagères de la Picardie.

La baie de Somme forme une vaste échancrure ouverte au N-W dans le sud de la plaine maritime picarde. Cette baie de la côte picarde est située entre la pointe du Hourdel au sud et la pointe de Saint-Quentin-en-Tourmont au nord. La Somme, fleuve qui a donné son nom au département, se jette dans la Manche à cet endroit.
Elle encadre trois entités paysagères : au nord, la plaine littorale du Marquenterre, paysage de bas-champs (nom picard des basses terres anciennement submergées par la mer et poldérisées dès le XIIe siècle), de dunes et de marais arrière-littoraux ; au nord-ouest, le plateau de Ponthieu, prolongements des collines de l'Artois ; au sud, les Bas-Champs de Cayeux (ou du Vimeu) qui correspondent à la frange côtière du plateau industriel du Vimeu (cette zone des bas-champs picards est un vaste remblaiement du Quaternaire délimité par un cordon de galets de silex à l'Ouest, à l'Est par une falaise morte qui se prolonge jusqu'au cap Hornu, et par le chenal de la Somme au Nord).
| |
| Carte topographique de la France métropolitaine : la baie de Somme est le plus vaste estuaire du nord de la France (superficie en eau à pleine mer de 40,69 km2). |

| |
| L'estuaire de la Baie de Somme est large de 5 km et profond d'une quinzaine de kilomètres. Il s'étendait à l'origine jusqu'à Abbeville, l'artificialisation de la Somme ayant conduit à une migration de l'embouchure d'une quinzaine de kilomètres vers l'Ouest. |

### Débouché de la Somme dans la Manche
L'eau douce du fleuve y devient saumâtre et forme ce qu'on appelle le fleuve côtier qui remonte vers le nord le long du littoral, entretenu par les apports en eau douce de l'Authie puis de la Canche.
Ces eaux un peu moins salées sont appréciées des alevins et adultes de nombreuses espèces de poissons. Elles forment une sorte de sous-corridor biologique, avec une masse d'eau différenciée remontant globalement vers le nord. Des atlas des habitats et espèces des fonds sous-marins ont été réalisés dans le cadre du programme franco-anglais CHARM (CHannel integrated Approach for marine Resource Management) ; ils montrent la grande importance de cet estuaire dans le complexe des estuaires picards et du fleuve côtier qui longe la façade ouest de la Picardie et du Pas-de-Calais.

### Paysages découverts au fil des marées
La baie est constituée en fait de deux estuaires emboîtés : 
- celui de la Somme au sud, et
- celui de la Maye, petit fleuve côtier, au nord.

Le rythme des marées induit un contraste entre trois types de paysages découverts :
- la partie basse de l'estuaire qui ne se découvre qu'avec les marées de vives-eaux,
- la slikke, zone de vasières, recouverte par la mer deux fois par jour,
- le schorre ou « mollières » qui est couvert par la mer seulement lors des grandes marées[13].

La baie de Somme est le plus grand des trois grands estuaire picards où la dérive littorale généralisée du Sud vers le Nord entraine l'opposition entre les pouliers (zones d'accumulation en rive Sud) et les musoirs (zones d'érosion en rive Nord).
Le comblement naturel de la baie (en raison de l'asymétrie des marées et de la fixation des végétaux sur les vasières) est accéléré par les aménagements historiques (construction depuis le XIIe siècle de digues et de polders appelés en picard renclôtures, construction de 1786 à 1827 du canal maritime d'Abbeville, édification de la digue de la ligne de chemin de fer en 1912, construction en 1960 de la route panoramique autour du fond de baie…),.
|                                                               |
| Les trois estuaires picards, la Somme, l'Authie et la Canche. |

| |
| Le colmatage de la baie (envasement, ensablement) par les sédiments (de l'ordre de 750 000 m3/an) entraîne une progression des mollières estimée de 15 à 16 ha/an. |

| |
| Différentes espèces envahissantes de Spartine forment des colonies se comportant comme une « brosse végétale » capable de freiner les courants de marée, piéger les sédiments et édifier des buttes, accélérant le phénomènes de comblement. |

| |
| Les dépôts de sable sont localisés à proximité des chenaux méandriformes (primaire et secondaires) |

### Géologie et géomorphologie

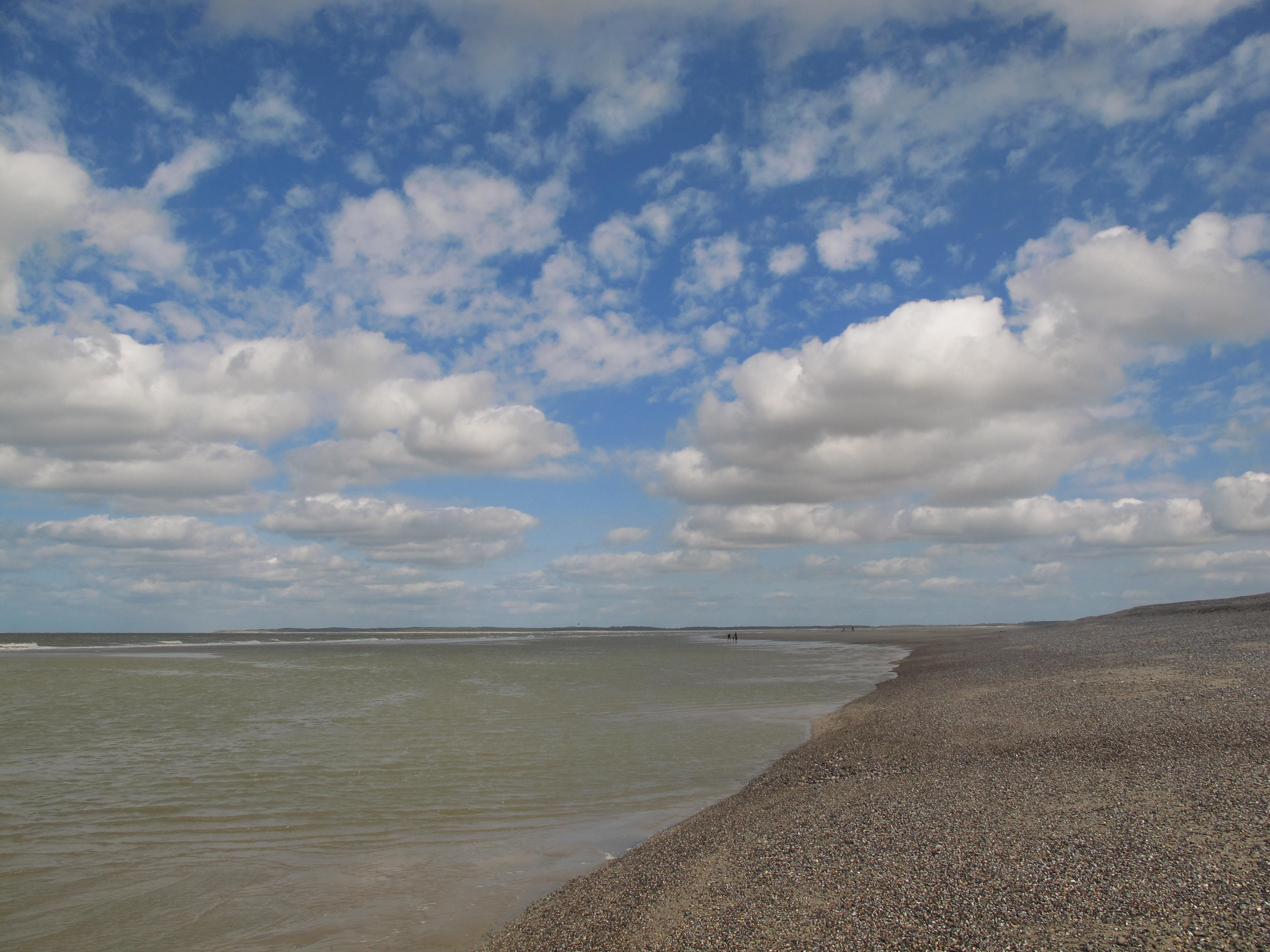
Le cordon de galets du Hourdel. Cet « or bleu » est utilisé depuis le XVIe siècle dans l'empierrage des routes, le ballast de bateaux et la construction des maisons et des églises.

La baie de Somme fait partie de la plaine maritime picarde, elle-même partie intégrante de toute une série de plaines côtières européennes, de la Somme jusqu'au Danemark, dont les traits ont été façonnés par l'érosion et la sédimentation, celles des fleuves côtiers et de la mer depuis la transgression holocène.
La baie est ainsi une plaine littorale envahie par la mer à la suite de la remontée du niveau marin qui accompagne la dernière période interglaciaire. 
Le Marquenterre correspond à « un vaste golfe à l'abri d'une part d'un cordon de galets provenant de l'érosion du plateau de la Caux au sud-ouest et d'autre part de dépôts de sables et de galets au nord ». Ces bancs de galets forment des dépôts fossiles au large des falaises, faisant émerger dans la plaine des îlots de granulats appelés localement foraines (ridins, crocs ou pruques s'ils ont moins d'importance). Ils portent souvent des garennes et modifient le paysage
des Bas-Champs par l'ouverture de vastes carrières d'exploitation de silex roulés. « Ce sont des formations de 5 à 30 m d'épaisseur de galets de silex dans une matrice sableuse, reposant directement sur le substrat de craie. Les principales foraines sont au niveau du Crotoy, de Rue, de Villers-Authie et de Quend, où elles constituent d’étroites bandes de terres légèrement surélevées par rapport à la plaine maritime environnante ». 
L'estuaire, la configuration et la plage du trait de côte en amont/aval ont une origine clairement hydrologique, mais probablement aussi tectonique, voire néotectonique, avec un jeu de failles qui semblent avoir été actives durant le quaternaire, notamment dans le contexte glacio-eustatique.

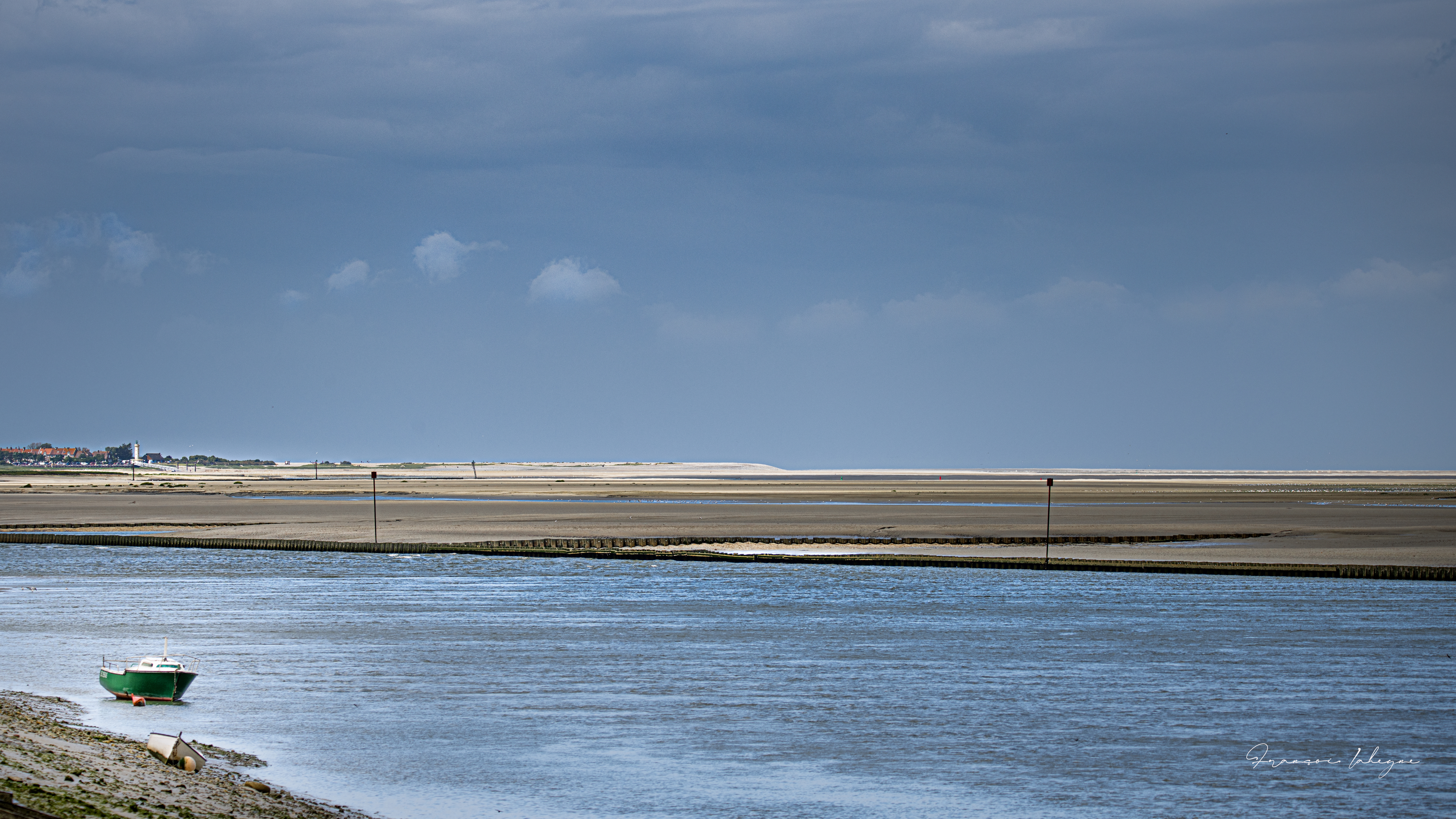
La baie vue de Saint-Valery-sur-Somme vers la pointe du Hourdel.
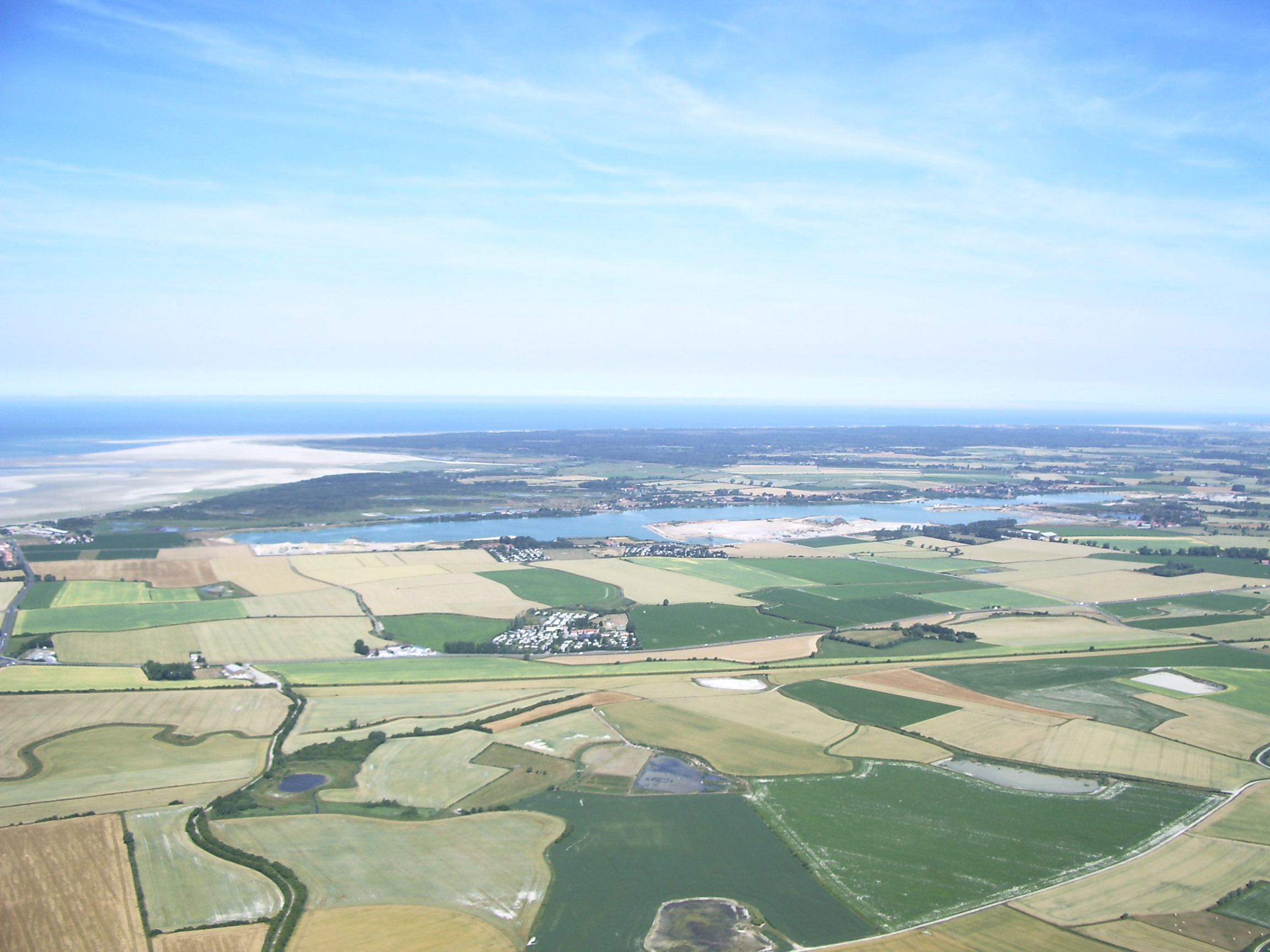
Foraines de Saint-Firmin au niveau du Crotoy[30].
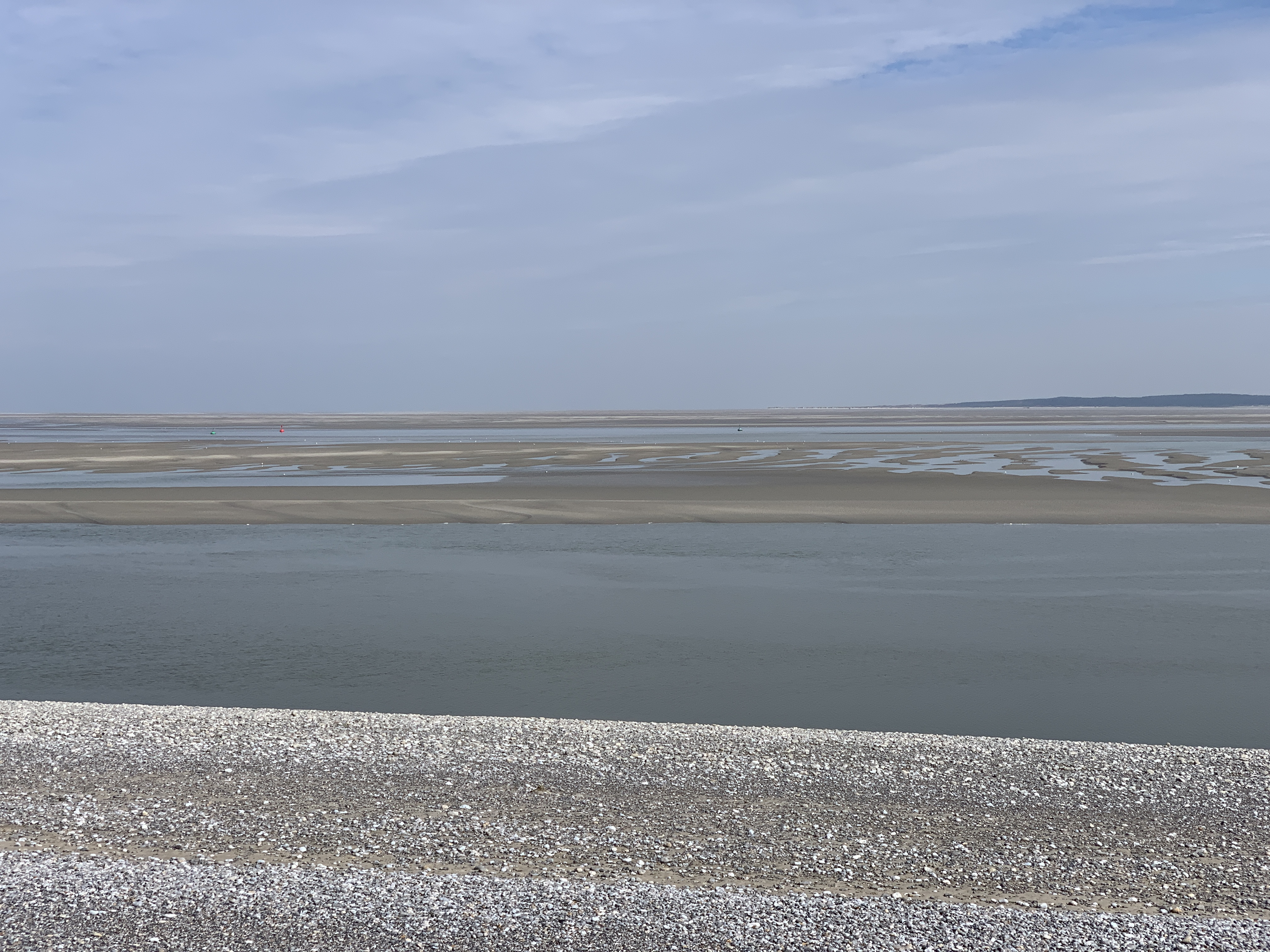
Barre sableuse tidale au large de la Pointe du Hourdel.

### Faune et flore
La baie de Somme est aujourd'hui internationalement reconnue pour sa richesse écologique ; elle est notamment considérée comme un haut lieu ornithologique grâce à la richesse de ses milieux qui offrent des conditions d'accueil favorables aux oiseaux sédentaires et migrateurs. Sa richesse en espèces animales et végétales (400 espèces végétales et 335 espèces d'oiseaux de répertoriées) lui vaut d'être incluse dans le périmètre ZNIEFF de type I "baie de la Somme, parc ornithologique du Marquenterre et Champ Neuf", et d'être surnommée la « Camargue du Nord ».
Cette richesse a suscité la création, dans sa partie nord (embouchure de la Maye), d'une réserve nationale de chasse en 1968, transformée en réserve naturelle (avec modifications des limites) en 1994, la Réserve naturelle nationale de la baie de Somme dont le parc du Marquenterre fait partie.
La baie de Somme est également réputée pour la présence de phoques qu'il est recommandé de ne pas approcher à moins de 300 mètres pour éviter leur dérangement, en particulier pendant la période des mises bas des femelles qui, effrayées, abandonnent leur petit qui se laisse dériver et s'échoue. Depuis leur protection par l'annexe III de la convention de Berne (1979) et grâce aux actions de surveillance et de sensibilisation de l'association Picardie Nature, des colonies de phoques veaux-marins et phoques gris sont de retour alors qu'elles avaient disparu en raison des pressions anthropiques (chasse, captures accidentelles lors des pêches, dérangement lié aux activités nautiques ou aux promeneurs qui ne respectent pas les distances d'observation…). Devenus la mascotte du milieu estuarien, ils sont aujourd'hui présents toute l'année et leur effectif annuel moyen est en expansion (550 phoques veaux-marins et 500 phoques gris en 2025). La prolifération de ces deux espèces constitue cependant « un problème de taille pour les pêcheurs picards qui se plaignent de la prédation impactant leur ressource halieutique et de la détérioration de leurs filets de pêche ».
- phoques-veaux marins qui se reproduisent au cœur de l'été et constituent la plus grande colonie en métropole : population en expansion avec un maximum de 100 individus en 2006 et 2007, 150 en 2009 et 2010, 190 en 2011, 550 en 2016, 714 en 2022, 833 en 2023 (179 naissances en 2022 et 177 naissances en 2023) ;
- phoques gris qui se reproduisent au cœur de l'hiver : 872 phoques gris en hiver 2022, 1002 en hiver 2023[37].

C'est aussi le lieu de repos et d'alimentation d'oiseaux d'eau (canards colvert, siffleurs, sarcelles, chipeaux, etc.) ainsi que de limicoles (bécassines, courlis, huîtriers pies, vanneaux, etc.), ce qui fait de la baie un terrain de chasse au gibier d'eau.
C'est enfin une zone de productivité biologique exceptionnelle (bien que se dégradant, notamment pour les coques et les poissons), comme la proche baie de Canche.

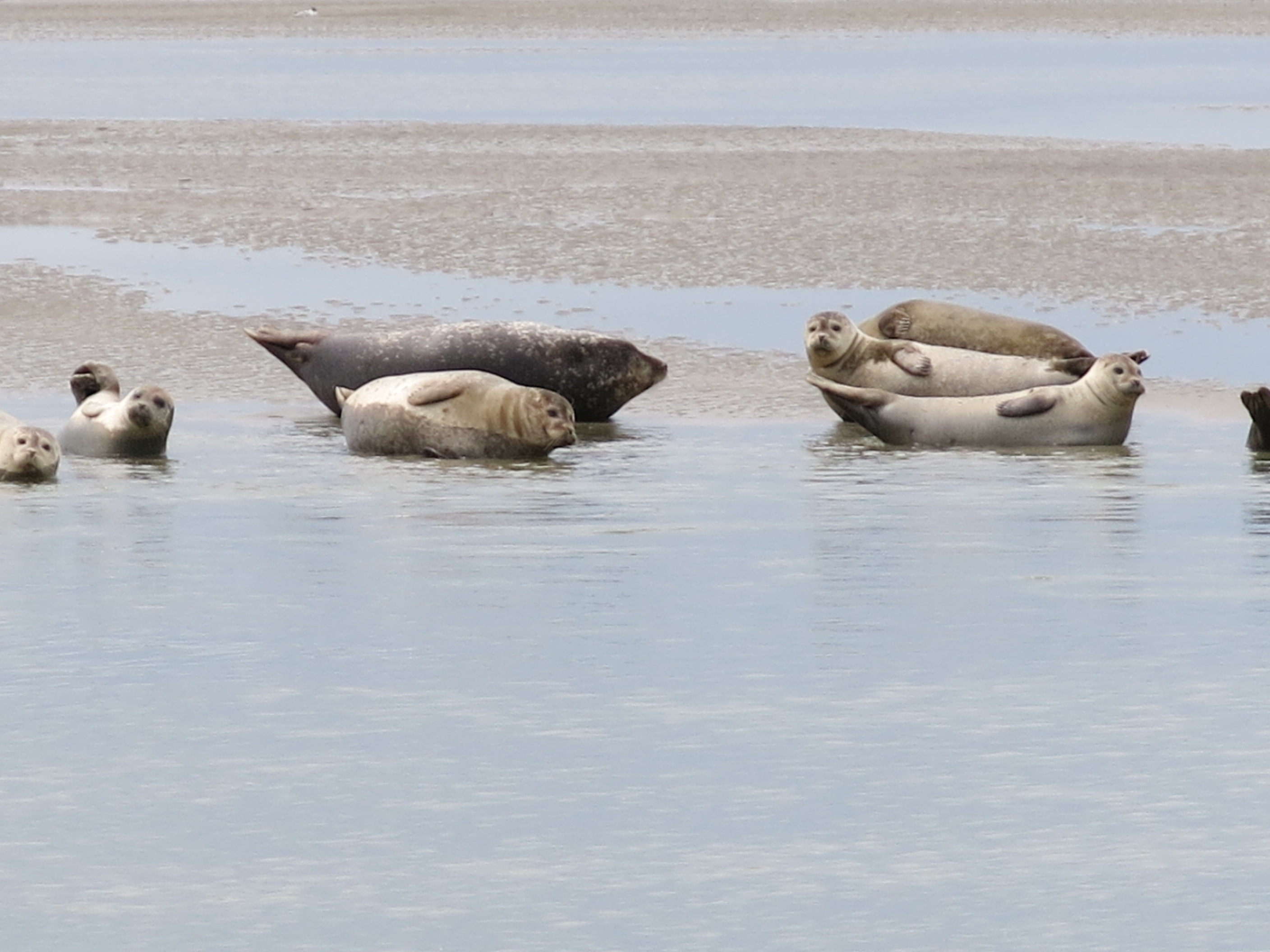
Des phoques en « position banane ».
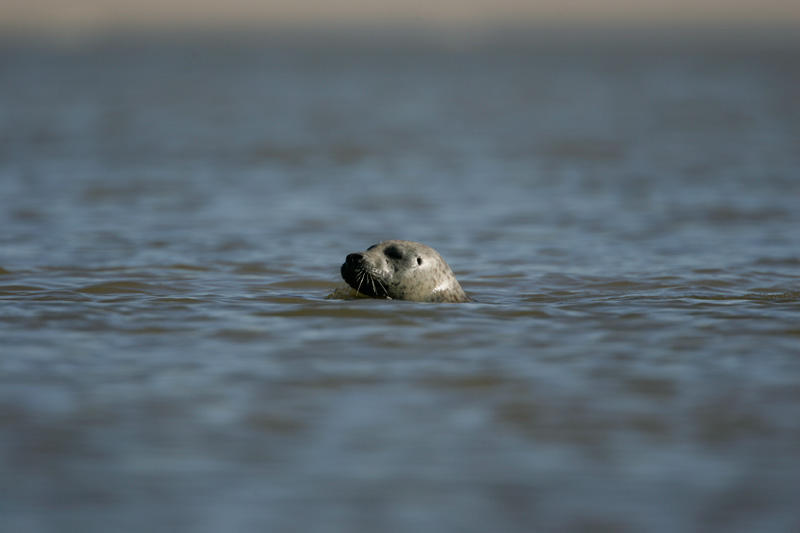
Un phoque en « position bouteille ».
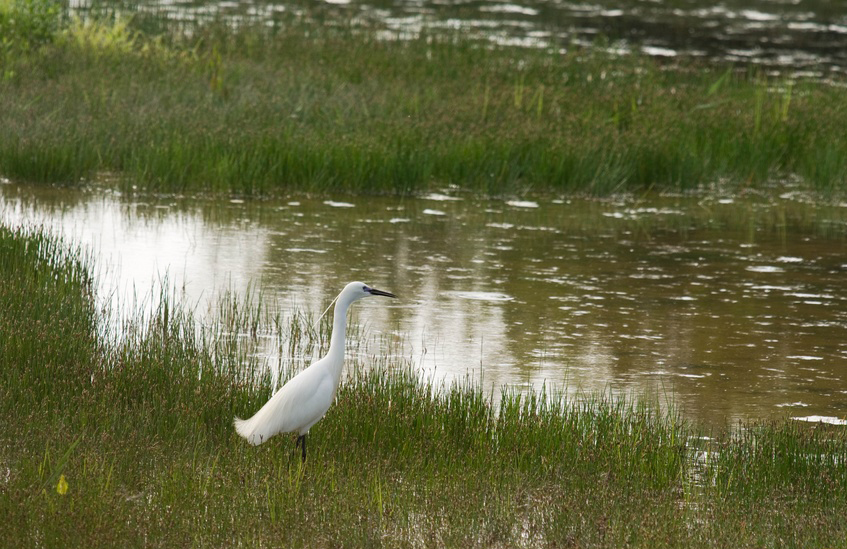
Une aigrette garzette.
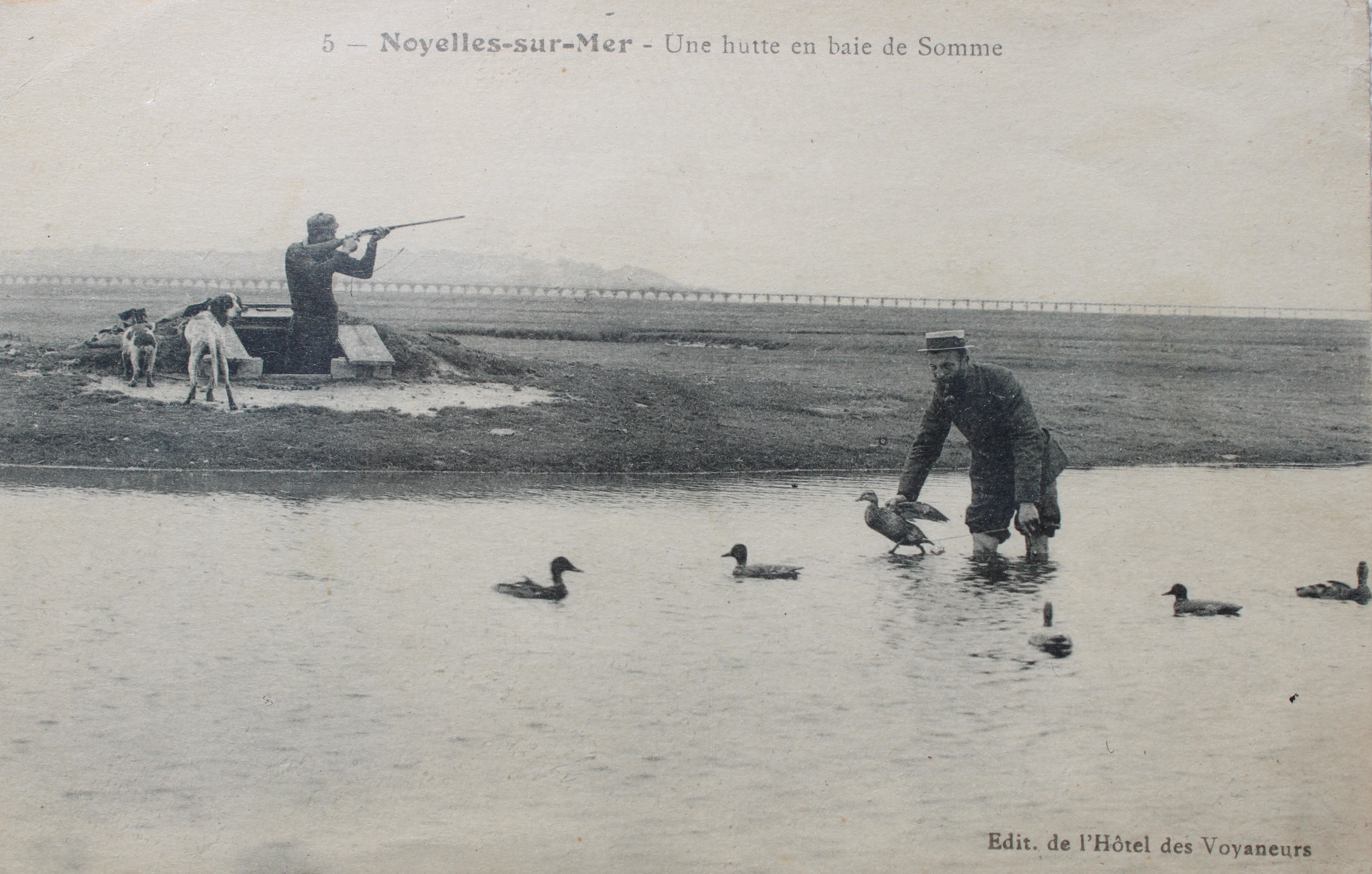
Huttiers pratiquant la chasse à la hutte au XIXe siècle[39].
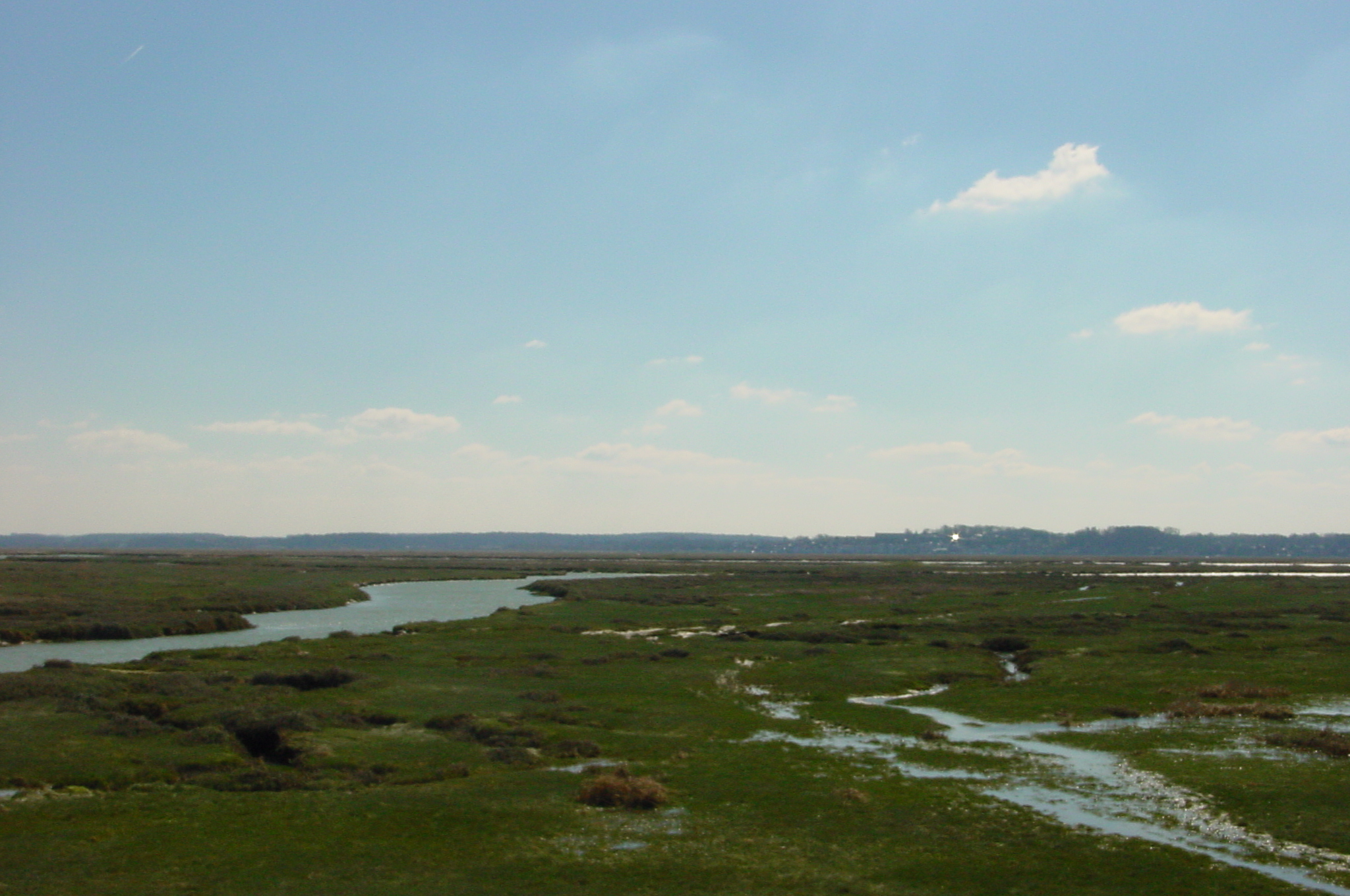
Les mollières de la baie de Somme.
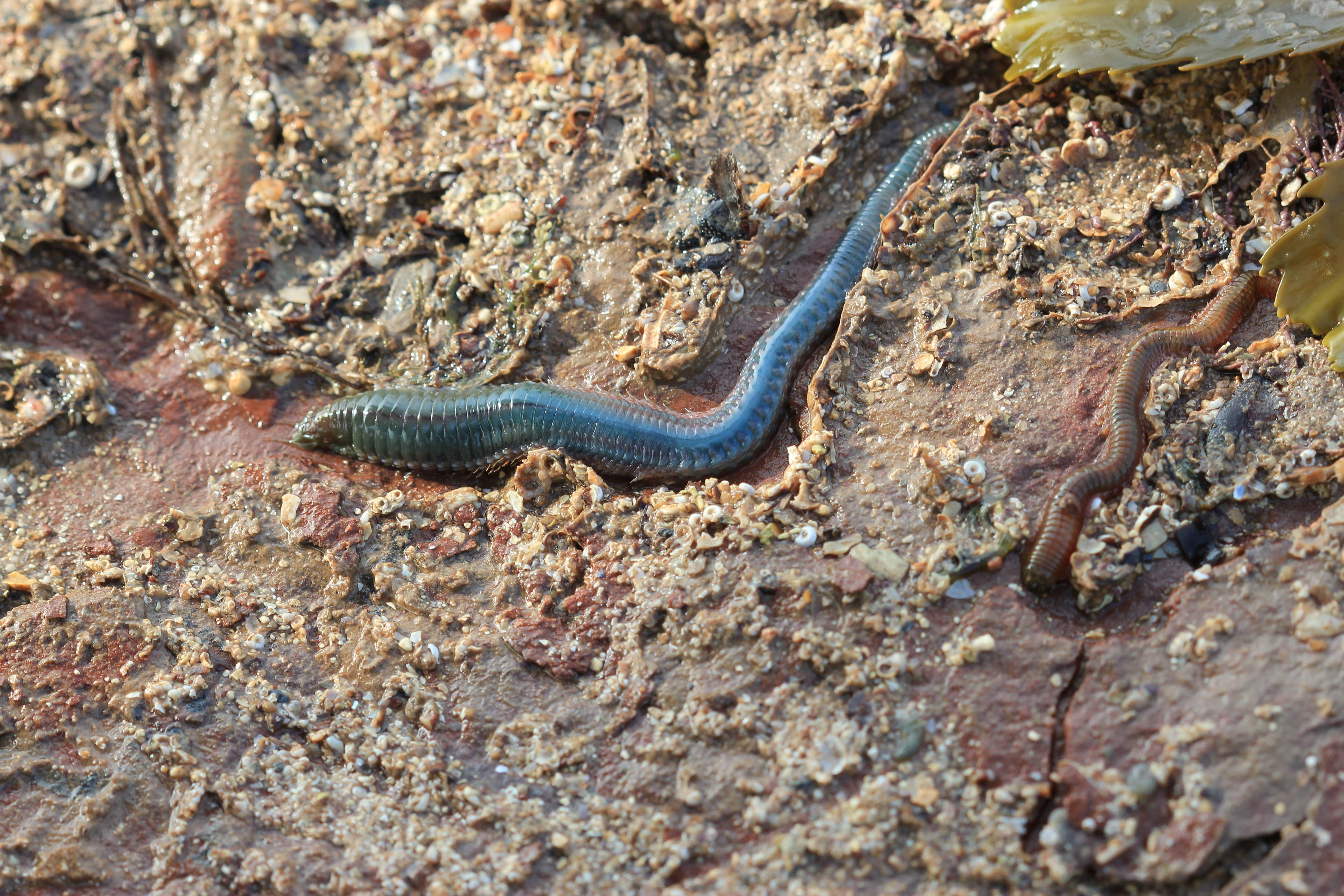
La grande gravette et la gravette rouge font partie de la biodiversité de la baie.

## Histoire
Vers 615, Valery de Leuconay fonda l'abbaye de Saint-Valery-sur-Somme. En 1066, Guillaume le Conquérant fit mouiller sa flotte dans la baie de Somme et partit du port de Saint-Valery à la conquête de l'Angleterre.
En décembre 1430, Jeanne d'Arc, prisonnière des Anglais, fut détenue au Crotoy et traversa la baie jusqu'à Saint-Valery puis fut conduite à Rouen pour son procès.
La périphérie de la baie de Somme et de son estuaire ont fait l'objet de drainages et d'aménagements depuis le Moyen Âge.

En 1899, Louis Barron, lors de sa traversée de la France décrit la baie de Somme, son estuaire et son environnement comme suit : 

« Le vaste estuaire de la Somme semble un bras de mer, comme ceux des grands fleuves de l'Amérique mais le flot qui lui apporte cette gloire la remporte ; à marée basse, ce n'est plus qu'un archipel d'îlots sableux hérissés de joncs ou couverts d'algues et de mousses, et pareils, au milieu des eaux peu profondes, à des taches vertes sur une plaque d'étain bruni. Au-dessus de ce marécage volent des nuées d'oiseaux sauvages, canards, macreuses, guillemots, pies. Quelques bourgs, à la merci de, la vague, vivant par elle, morts sans elle, Port-le-Grand, Noyelle, le Crotoy, le Hourdel, abritent des pêcheurs au bord de la baie, dont Saint-Valery continue d'être le port de commerce, grâce au canal d'Abbeville, doublant la Somme, et au viaduc du chemin de fer, svelte et puissante jetée de treize cent soixante-sept mètres de longueur bâtie sur le fond mouvant de l'estuaire pour servir la vieille ville et la préserver de déchéance. On voudra descendre la Somme, faible reste d'un fleuve qui fut immense comme le Saint-Laurent ou l'Orénoque. À l'âge de la pierre, la pirogue de l'homme primitif navigua sur ce fleuve disparu, s'il en faut croire le témoignage des silex taillés recueillis par le savant Boucher de Perthes dans les sables et les graviers des anciennes berges, et conservés au musée d'Abbeville. Son lit, évacué depuis tant de siècles, constitue les tourbières picardes, les plus abondantes de France. Les routes passent entre ces boues noires et molles et les marécages traversés de « renclôtures », que le paysan dessèche peu à peu. Hormis ces vestiges d'antiquité géologique, ce sont partout cultures perfectionnées, prairies, jardins maraîchers, villes, bourgs, villages nombreux et florissants »

## Protection du site

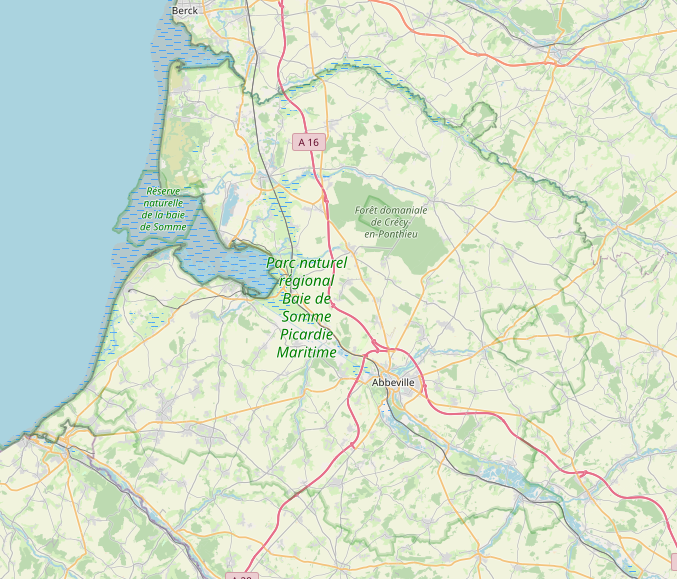
Carte du périmètre de la RNN de la baie de Somme et du PNR Baie de Somme - Picardie maritime.

Le site bénéficie de multiples protections et labels au titre de sa richesse biologique et écologique.

### Réserve naturelle nationale de la baie de Somme
Crée par décret le 21 mars 1994, la RNN de la baie de Somme occupe une zone de 3 000 ha qui est concentrée, essentiellement en zone maritime, de la nouvelle pointe de Saint-Quentin-en-Tourmont à l'embouchure de la Maye, petit fleuve côtier débouchant au nord de la baie de Somme. Elle intègre le Parc du Marquenterre sur sa partie terrestre.

### Parc naturel marin
La baie de Somme fait partie du Parc naturel marin des estuaires picards et de la mer d'Opale créé en décembre 2012. Ce parc naturel marin, situé au large de la Seine maritime, de la Somme et du Pas-de-Calais, concerne 118 km de côtes et sept estuaires : la Slack, le Wimereux, la Liane, la Canche, l'Authie, la Somme et la Bresle.

### Parc naturel régional Baie de Somme - Picardie maritime
La baie fait également partie d'un autre espace protégé, le Parc naturel régional Baie de Somme - Picardie maritime. Créé en juillet 2020, ce PNR regroupe 134 communes.

### Grand site de France
La baie de Somme est labellisée « Grand Site de France » le 15 juin 2011 par le Ministère de l'Écologie, du Développement et de l'Aménagement durables. Le périmètre du Grand Site de la Baie de Somme s'étend de l'estuaire de l'Authie au nord jusqu'aux falaises d'Ault au Sud, et diffuse dans les terres jusqu'au plateau picard crayeux. 
Elle est le dixième site ainsi labellisé en tant que l'une des plus grandes zones humides de France, inscrite dans le réseau européen Natura 2000 / Convention de Ramsar.
Le Grand Site de la Baie de Somme compte trente communes, de Mers-les-Bains à Fort-Mahon-Plage et jusqu'à Port-le-Grand. Il est géré par le syndicat mixte Baie de Somme grand littoral picard. Le label est renouvelé en 2018 et 2025.

### Réglementation
Un arrêté préfectoral interdit la motomarine (jet-ski) toute l'année en baie de Somme.
Aviation : il est interdit de survoler la zone en dessous de 800ft (environ 245m). (Source : Carte IGN, validé par le SIA)

## Économie

### Agriculture

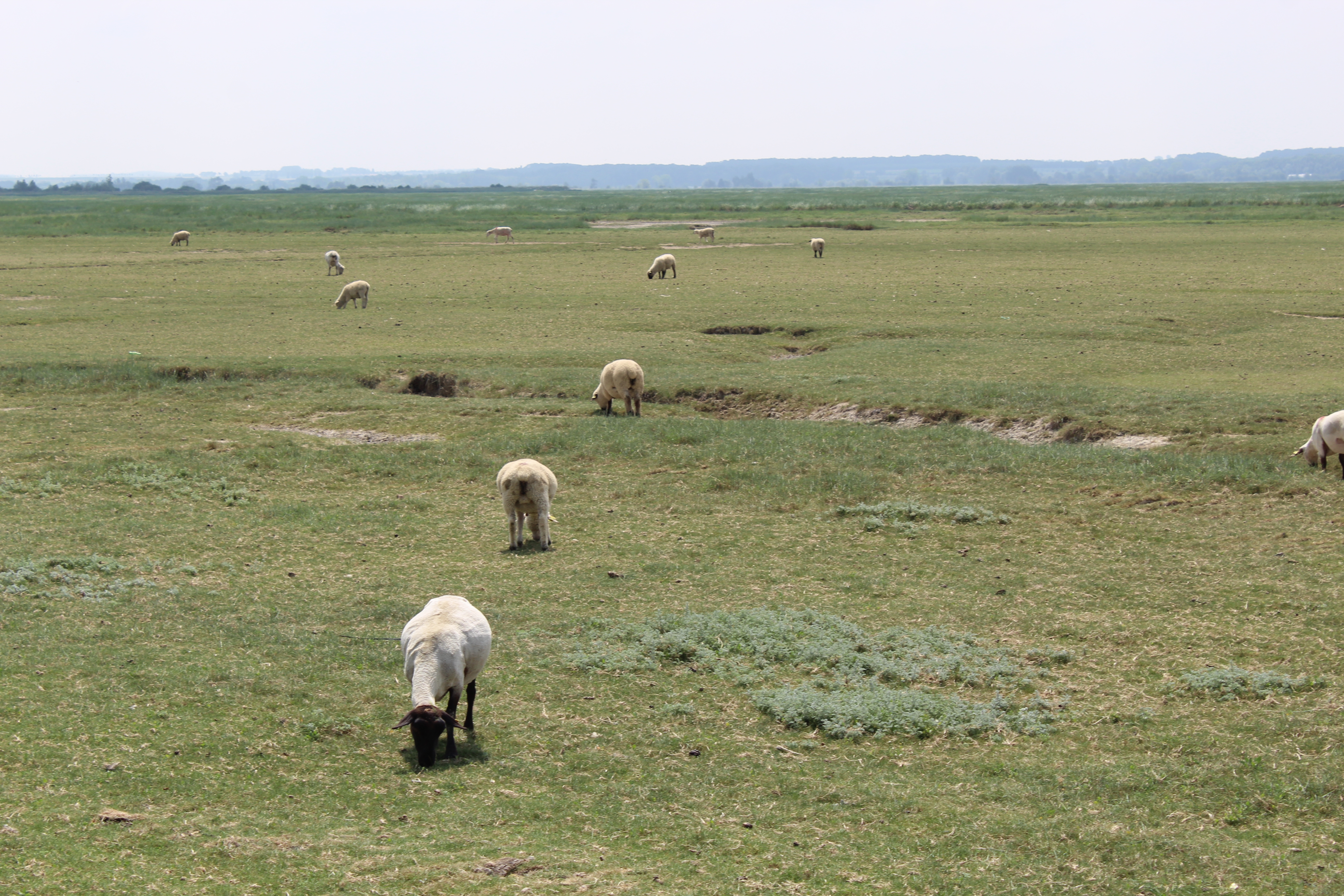
Moutons en train de paître dans les prés salés de la baie de Somme.

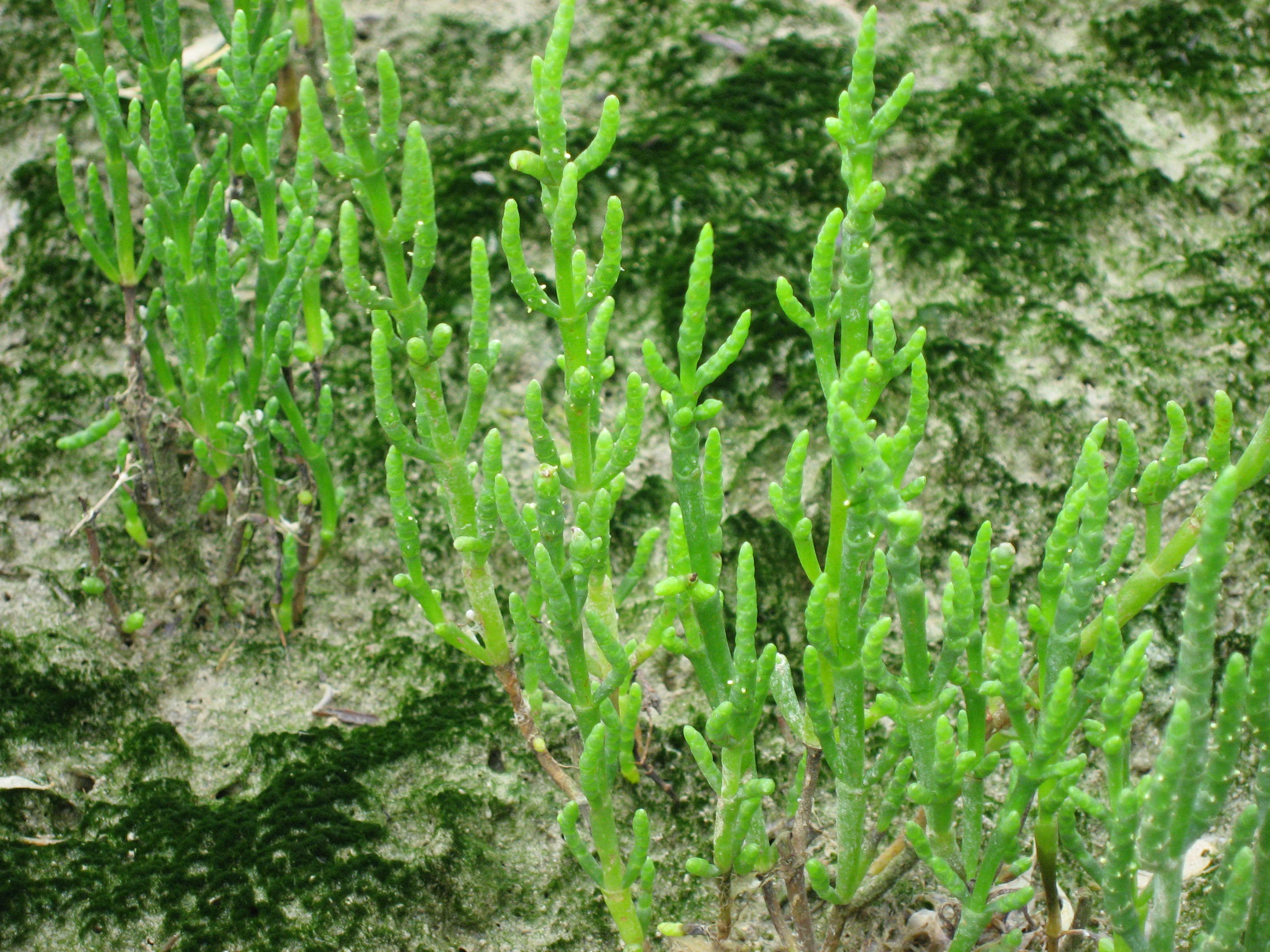
La salicorne est récoltée entre fin mai et fin septembre sur les concessions du Crotoy et du Hourdel.

Plus de 5 000 moutons pâturent dans les marais salés de la baie lorsqu'ils ne sont submergés par les marées de vives-eaux. Leur séjour prolongé dans les mollières et leur alimentation (préférentiellement la puccinellie, dans une moindre mesure l'obione ou le troscart) donnent une viande qui se distingue par sa couleur rosée, la longueur de ses fibres, l'implantation de persillé, la  jutosité élevée et ses arômes en bouche. D'abord reconnu au niveau national en 2007 par une AOC, l'appellation agneau de prés-salés de la Baie de Somme bénéficie depuis 2013 de la reconnaissance européenne AOP.
C'est en baie de Somme qu'a été créée la race équine des Hensons aussi appelé le cheval de la baie de somme.
Au début du XXIe siècle, 400 à 600 tonnes de salicornes sont récoltées annuellement sur près de 300 hectares en baie de Somme qui concentre près de 90 % de la production nationale française, mais ce tonnage diminue face à l'ensablement de la baie, le développement d'hybrides de spartine qui étouffent la plante, et face à une concurrence jugée déloyale (vente de salicorne de culture, poussant hors-sol, produite en Hollande, en Israël, au Portugal ou dans d'autres exploitations françaises qui ne donnent aucune indication sur leur origine et le lieu de récolte). Le groupe d'études des milieux estuariens et littoraux (GEMEL) réalise un suivi scientifique annuel sur leurs gisements, leur abondance, et leur qualité. Son avis remis valide la période de cueillette et les conditions dans lesquels les ramasseurs de salicorne, détenteurs d'une licence, travaillent (en 2024, les 140 pêcheurs à pieds licenciés qui sont recensés auprès du comité régional des pêches maritimes, ne peuvent récolter que les pousses faisant un minimum de 5 à 7 cm).

### Tourisme
« La Baie de Somme, ce sont 20 000 habitants et 10 millions de touristes par an (dont 2 millions sur les espaces naturels majeurs que sont l’entrée de la Réserve Naturelle, la Pointe du Hourdel, le Cap Hornu…), 80 000 lits touristiques dont 80 % en hôtellerie de plein air… Et également : 72 millions de visiteurs potentiels à un maximum de 4 heures de route, 6 stations balnéaires et 3 ports ».

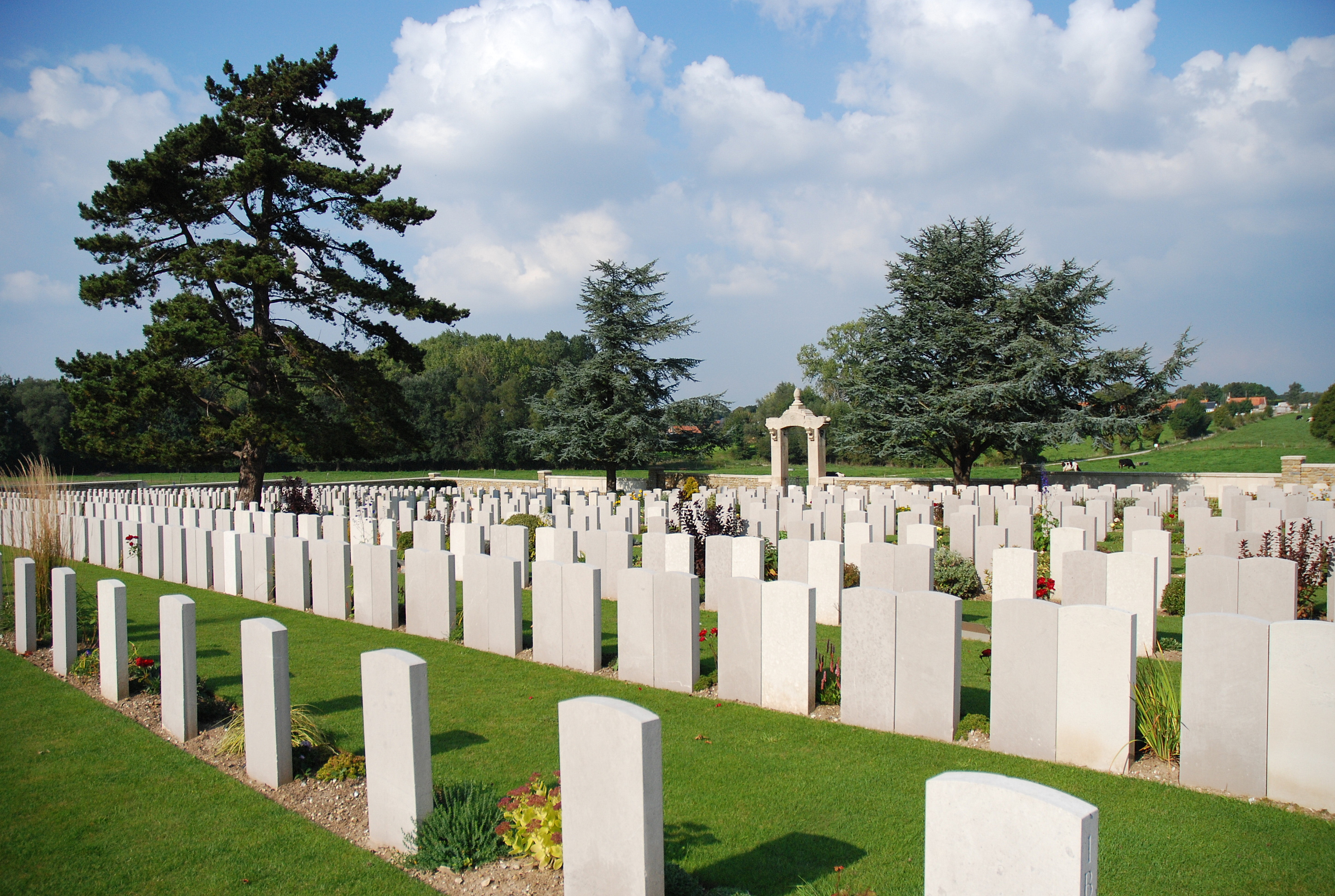
Cimetière chinois de Nolette. La baie est une terre de tourisme vert mais aussi de mémoire.

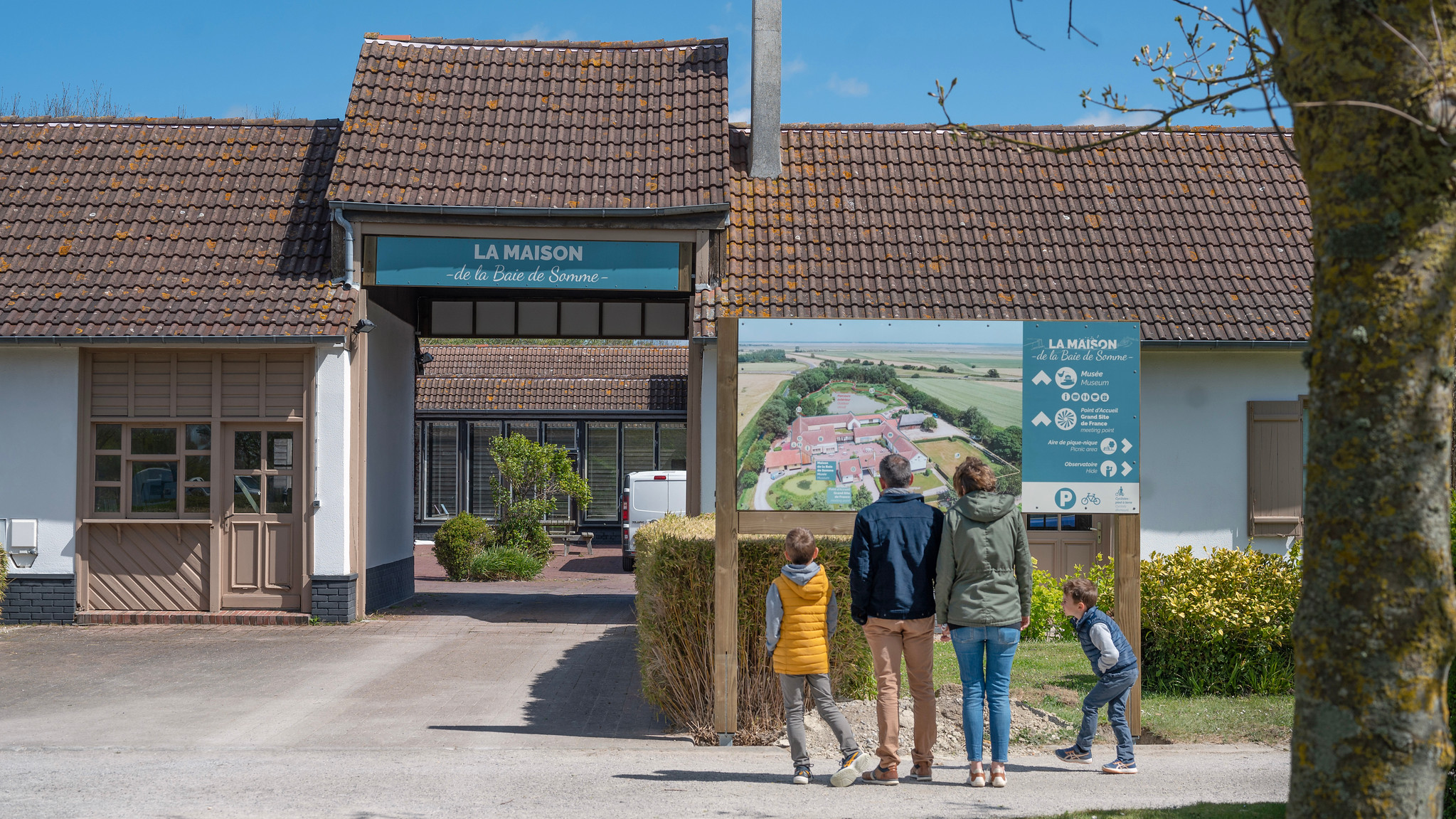
La maison de la baie de Somme est un centre d'interprétation des paysages, de la faune et de la flore du territoire.

La baie de Somme a obtenu en 2011 le label Grand Site de France.
Avec son climat océanique frais et humide, mais aussi ensoleillé, la baie de Somme attire promeneurs et sportifs du week-end. Les Européens, notamment les Belges et les Français du Nord y séjournent volontiers. Les touristes se voient proposer des sorties naturalistes par des associations et guides, tel Jean-Michel Doliger, président de l'association Promenade en baie,.
Une piste cyclable permet de faire le tour de la baie, du Crotoy à Saint-Valery. Le chemin de fer de la baie de Somme (CFBS) assure la liaison entre Le Crotoy, Noyelles, Saint-Valery et Cayeux (et vice-versa).
Les plages du Crotoy et de Saint-Valery offrent toute la gamme des loisirs de plein air. À partir de Saint-Valery on peut effectuer une promenade en bateau et une balade en kayak de mer. Ault possède des hâbles et une petite plage.
Le parc du Marquenterre est un espace naturel accueillant les oiseaux migrateurs, des sentiers et observatoires permettent de les observer en compagnie de guides naturalistes. À Lanchères se trouve la Maison de la baie de Somme, centre d'interprétation du territoire dont la scénographie a été renouvelée courant 2020.
Trois ports de pêche ou/et de plaisance agrémentent la baie : Le Crotoy, Saint-Valery-sur-Somme et Le Hourdel.
La vieille ville de Saint-Valery-sur-Somme possède un patrimoine médiéval remarquable et un écomusée.
La Picardie maritime possède de beaux exemples d'architecture gothique flamboyant à Abbeville, Saint-Riquier et Rue.
En mars 2024, le site est à la troisième place des Green Destinations Awards décernés lors de l'ITB 2024,.

Le réseau du CFBS.
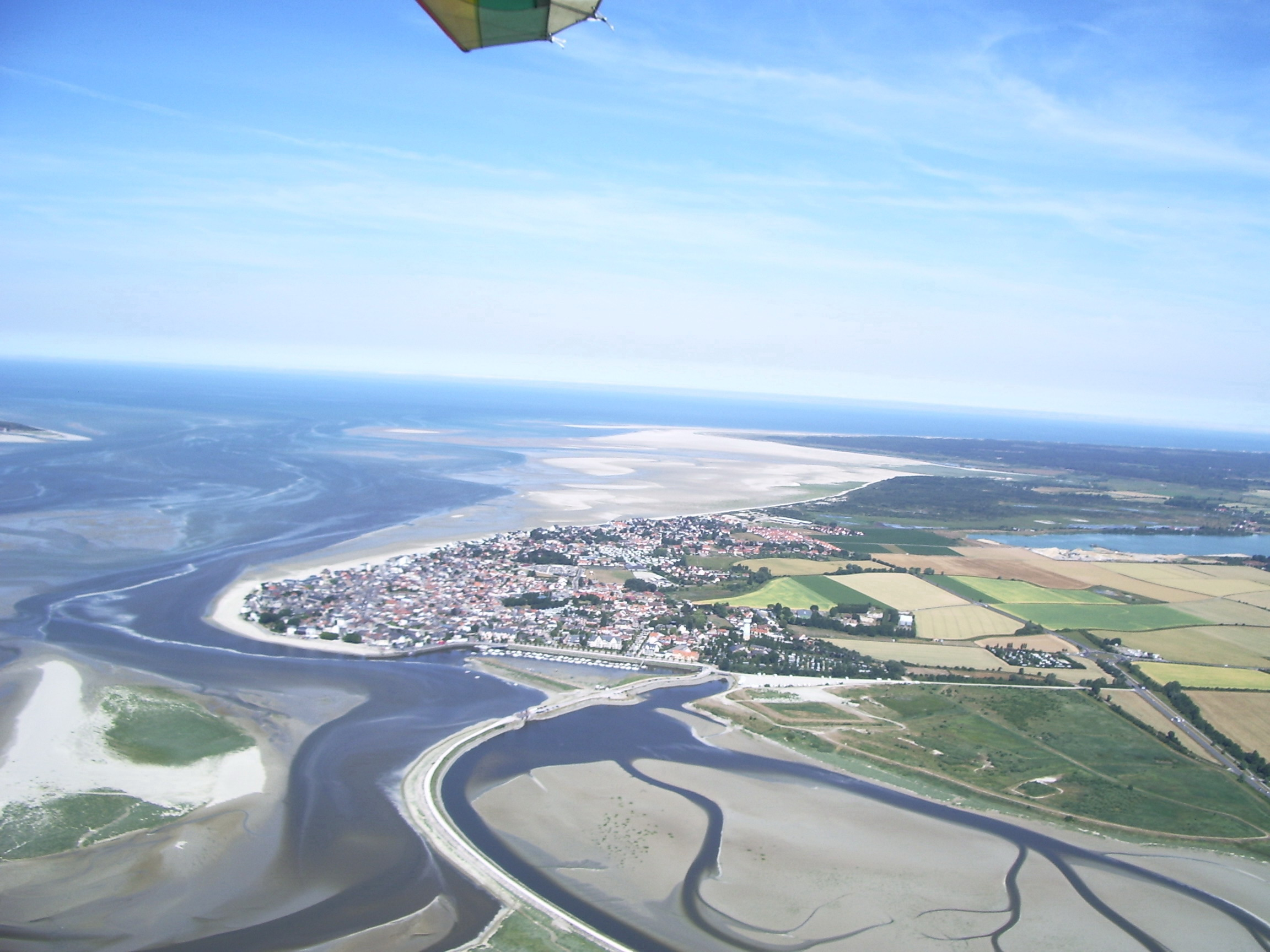
La baie est membre du club des plus belles baies du monde depuis 1999.

### Industrie
La baie de Somme est le berceau de la serrurerie et de la robinetterie françaises.

## Risques naturels
Depuis une trentaine d'années plusieurs risques naturels semblent croître sur le littoral normano-picard, en raison du cumul de plusieurs causes : érosion régressive à long terme du trait de côte (attendue sur les zones d'ablation), « épuisement progressif du stock de galets exacerbé par les interventions humaines », et « oscillation positive de la fréquence et de l’intensité des conditions météo-marines paroxysmales, notamment des vents d’afflux de secteur NW, sur la période 1975-1990 ».
Une élévation du niveau marin et/ou une modification des caractéristiques des vents et tempêtes sont attendues dans le contexte du dérèglement climatique et de la montée des océans, dans une mesure qui reste à modéliser plus finement.
Les modèles de redistribution des sédiments et la dynamique marine font que les secteurs les plus à risque d'érosion demain pourraient être situés différemment par rapport à ce qu'ils sont aujourd'hui.
Jusqu'à une hausse de 0,40 m, seule la fréquence des submersions de tempête et de surcotes sera accentuée. Au-delà les dégâts seront plus importants.

## Les artistes et la baie de Somme
« Ce doux pays, plat et blond, serait-il moins simple que je l'ai cru d'abord ? J'y découvre des mœurs bizarres : on y pêche en voiture, on y chasse en bateau… »

— Colette, Les Vrilles de la vigne

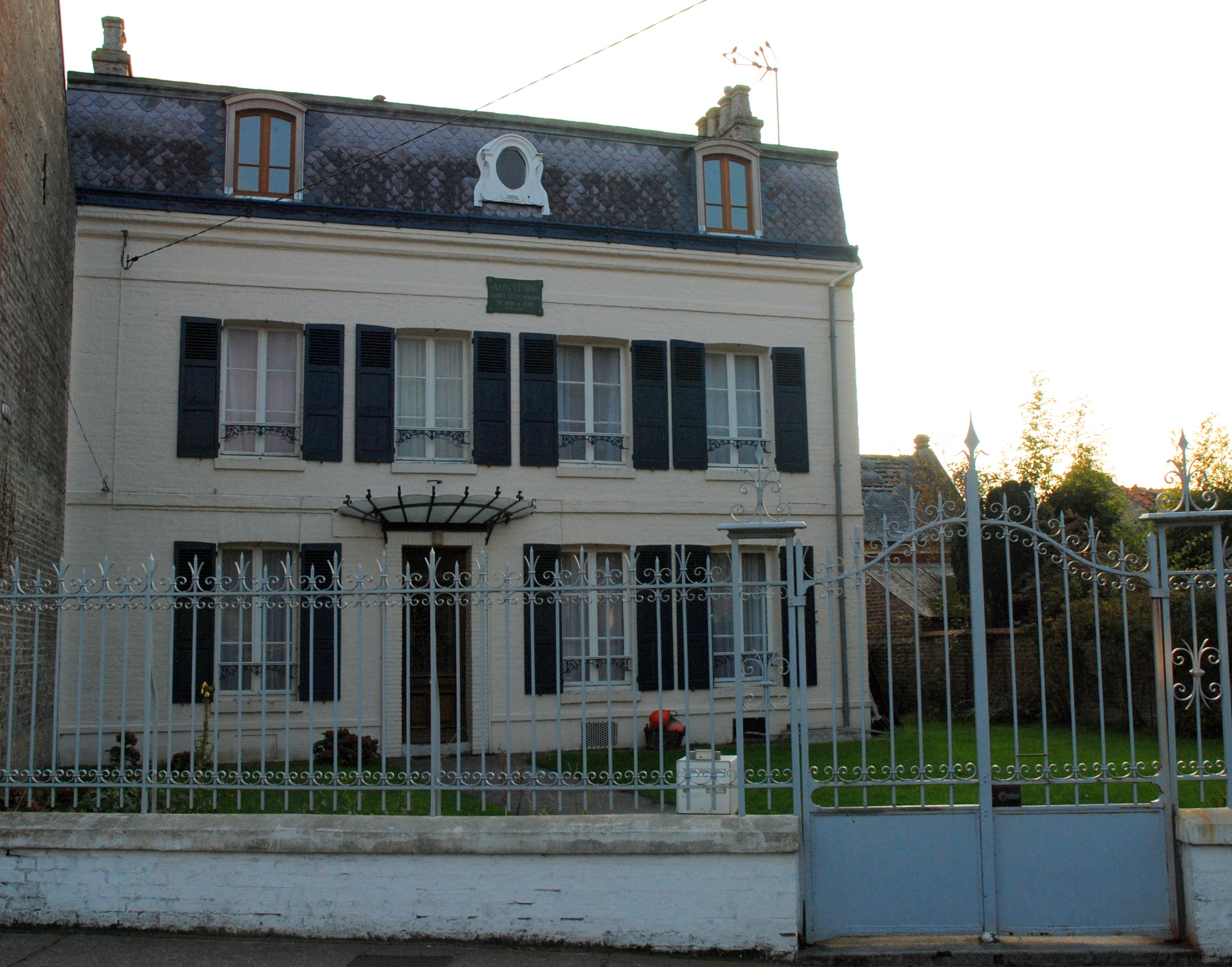
À partir de 1865, Verne s'installe en famille pour l'été au Crotoy, notamment dans la villa « La Solitude ».

Dès le XIXe siècle et jusqu'à aujourd'hui, des écrivains tels que :
- Victor Hugo ;
- Jules Verne ;
- Anatole France ;
- Colette[57] vinrent séjourner aux abords de la baie.

Les peintres furent encore plus nombreux à s'inspirer des paysages marins et estuariens, ainsi que de scènes de vie de la baie,,,
- Louis Braquaval
- Jules-Désiré Caudron
- Edgar Degas,
- Eugène Boudin,
- Francis Tattegrain,
- Georges Seurat,
- Henri de Toulouse-Lautrec,
- Abel Bertram,
- Georges Bilhaut,
- Roger Reboussin[61]
- Alfred Manessier[62] qui y vint tout au long de sa vie.
- Michel Patrix[63].